# Shirley Temple (coquetel)
Shirley Temple é um coquetel não alcoólico, tradicionalmente feito com ginger ale e um toque de groselha, e decorado com uma cereja marrasquino. Receitas modernas de Shirley Temple podem conter refrigerante sabor limão, ou limonada, e, às vezes, suco de laranja, como substituto à groselha, em parte ou no todo.
Shirley Temples são frequentemente servidos para crianças que estão jantando junto com adultos, em vez de coquetéis reais, assim como acontece com os coquetéis Roy Rogers e Arnold Palmer.
O coquetel pode ter sido inventado por um garçom do Chasen's, um restaurante que era frequentado por artistas, localizado em West Hollywood, Califórnia, para servir a então atriz-mirim Shirley Temple. No entanto, outras reivindicações sobre sua origem já foram feitas.
A própria Temple não era fã da bebida, como ela mesma disse ao jornalista Scott Simon em uma entrevista na rádio NPR em 1986: "A bebida gelada e excessivamente doce? Sim, bem... ela foi criada provavelmente na década de 1930 pelo restaurante Brown Derby, em Hollywood, e eu não tive nada a ver com isso. Mas, em todo o mundo, me servem Shirley Temple. As pessoas acham que é engraçado. Eu odeio. É doce demais!”
Adicionando-se 44 ml de vodca ou rum à bebida, cria-se um "Dirty Shirley".